# مهند يوسف عزير
مهند يوسف عزير (مواليد 18 فبراير 1997، لاعب كرة قدم إماراتي يجيد اللعب في الهجوم .

## نادي شباب الأهلي دبي
كان يلعب مع النادي الأهلي وبعد دمج أندية الأهلي و نادي الشباب ونادي دبي تحت مسمى نادي شباب الأهلي تم ضمه إلى نادي شباب الأهلي .

## روابط خارجية
- مهند يوسف عزير على موقع Soccerway.com (الإنجليزية)